# Witwatersrand

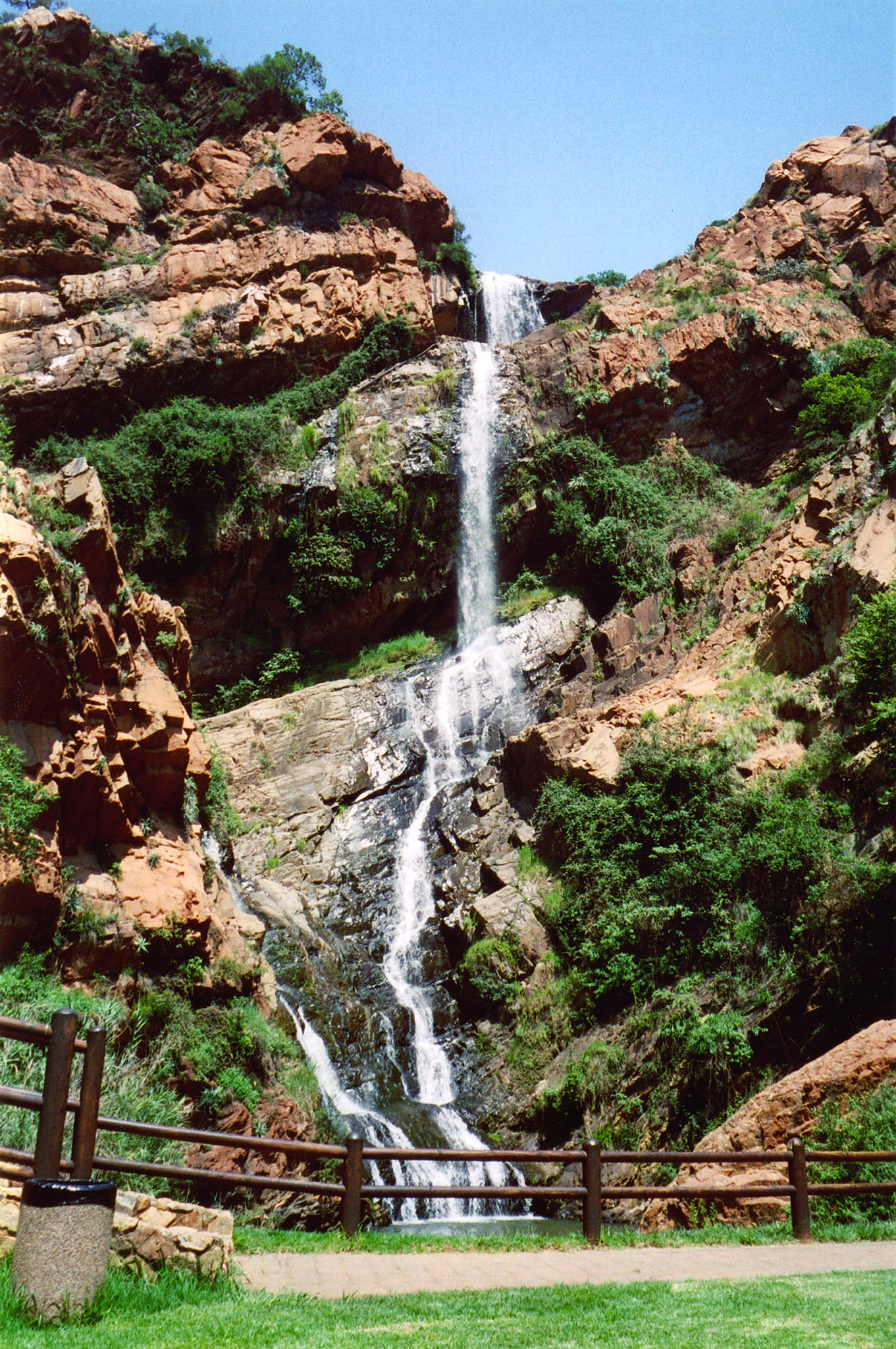
Witwatersdrand, vodopád v Národní botanické zahradě

Witwatersrand, někdy jen krátce Rand, je asi 56 km dlouhý kvarcitový hřeben resp. terénní zlom v Jihoafrické republice, západně a severně od Johannesburgu. Tvoří severní hranu náhorní plošiny, která dosahuje nadmořské výšky až 1780 m, a tvoří rozvodí mezi Atlantským a Indickým oceánem. Název znamená "pohoří bílých vod" podle četných vodopádů. Ve Witwatersrandu byla roku 1886 objevena vůbec nejvydatnější ložiska zlata, odkud bylo vytěženo asi 40 % všeho zlata na světě. Vedle zlata se zde těží také uranová ruda, stříbro a diamanty.
Jako Witwatersrand v širším smyslu se nazývá i celá příměstská oblast Johannesburgu, od Springs na východě po Randfontein a Carletonville na západě a Soweto na jihu.
Podle pohoří se jmenuje Witwatersrand University (Wits univwersity), veřejná univerzita v Johannesburgu, i jihoafrická měnová jednotka jihoafrický rand.